# Khalid (artist)
Khalid Donnel Robinson, mer känd som bara Khalid, född 11 februari 1998 i Fort Stewart i Georgia, är en amerikansk sångare och låtskrivare. Khalid fick sitt genombrott 2016 i efter att han släppt sin debutsingel "Location" som nådde en sextondeplats på Billboard Hot 100-listan. Den 3 mars 2017 släppte han sitt första studioalbum, American Teen.